# تاریخ نظامی

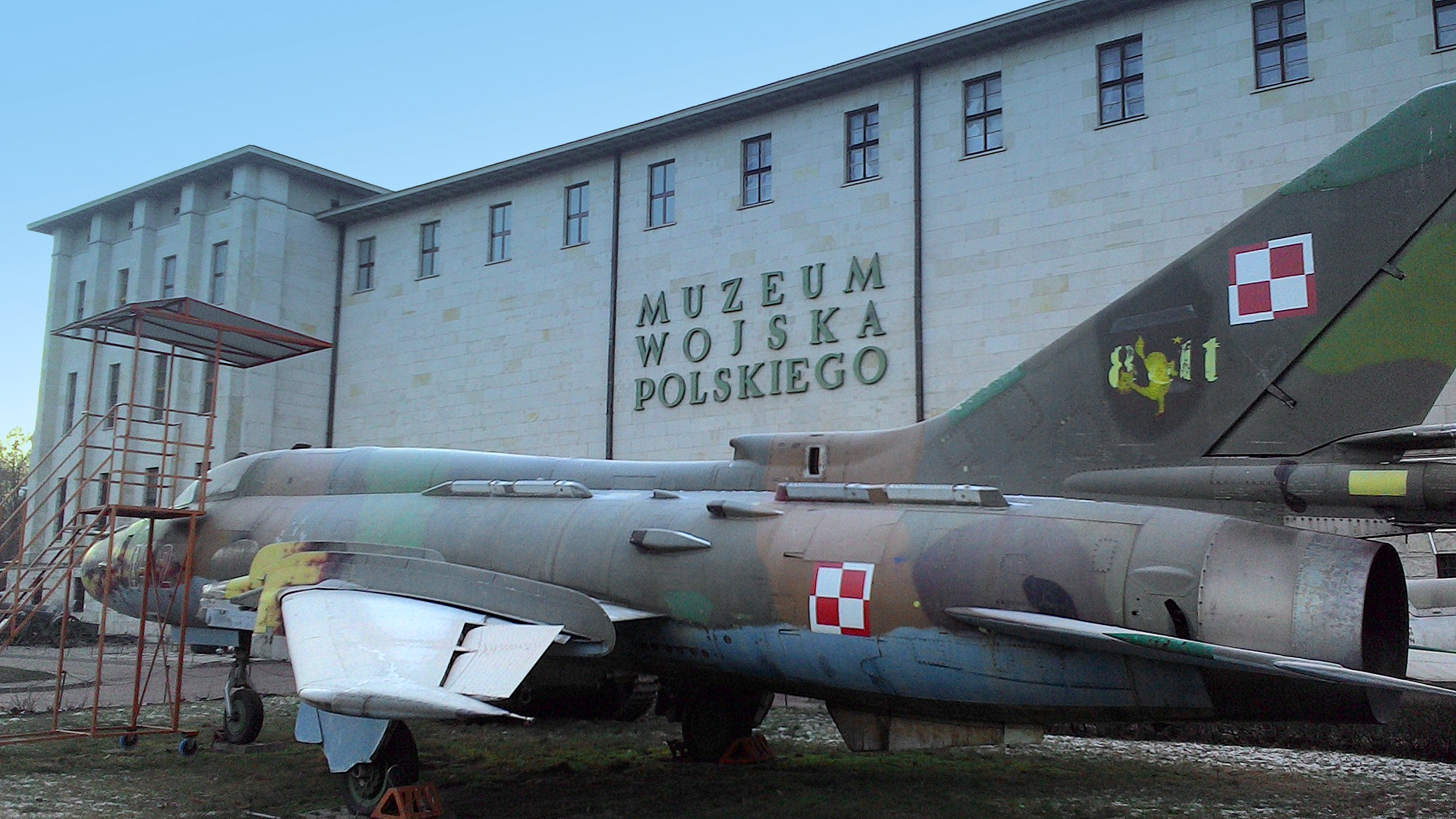
Polish Army Museum, Warsaw

تاریخ بشر تاریخ نظامی یک رشتهٔ علوم انسانی درون حوزهٔ ثبت تاریخی و به‌طور کلی از درگیری‌های مسلحانه در تاریخ بشر و تأثیر آن بر جوامع، فرهنگ آنان، اقتصاد و تغییرات سیاسی درونی و روابط بین‌المللی است.
تاریخ‌نگاران حرفه‌ای به‌طور معمول بر امور نظامی که تأثیر عمده‌ای بر جوامع درگیر و همچنین پس از درگیری داشته تمرکز می‌کنند، در حالی که تاریخ‌نگاران آماتور و علاقه‌مندان اغلب علاقه بیشتری به جزئیات جنگ، تجهیزات و لباس و یونیفورم استفاده‌شده نشان می‌دهند.
در تاریخ نظامی مطالعهٔ موضوعات پیرامون علل جنگ، پایه‌های اجتماعی و فرهنگی، دکترین نظامی در هر طرف، تدارکات، رهبری، تکنولوژی، استراتژی و تاکتیک‌های استفاده‌شده، و چگونگی تغییر آن‌ها در طول زمان است. از سوی دیگر، تئوری مشروعیت جنگ، ابعاد اخلاقی جنگ را بیشتر کاویده، و توجه به واقعیت مخرب ناشی از جنگ را محدودیت بهتری داده، به دنبال ایجاد یک دکترین اخلاق نظامی برای جنگ می‌گردد.
به عنوان یک جستار کاربردی، تاریخ نظامی در دانشکده‌ها و مدارس خدماتی (نظامی) به این دلیل مورد مطالعه قرار می‌گیرد که فرماندهی نظامی به دنبال جلوگیری از تکرار اشتباهات گذشته؛ با القای توانایی در فرماندهان به درک تشابه تاریخی در طول یک نبرد، و بهبود بخشیدن به عملکرد فعلی، به طوری که بر روی درس‌هایی که در گذشته تجربه شده سرمایه‌گذاری شود. هنگام تأیید مدرسان تاریخ نظامی «مؤسسه مطالعاتی رزم» به فراگیری و به خاطرسپاری طوطی‌وار جزئیات وقعی نمی‌گذارد و بر ریشه موضوع و تمرکزش بر زمینه و ریشه موضوع و ارتباط آنها با درگیری‌های روز و آینده، با استفاده از شعار «گذشته مقدمهٔ آینده است» دور می‌زند.